# لئو ور
 لئو ور (انگلیسی: Leo Ware؛ زاده ۲۷ سپتامبر ۱۸۷۶ درگذشته ۲۸ دسامبر ۱۹۱۴) یک تنیس‌باز اهل ایالات متحده آمریکا بود.